# Terminator Renaissance
Pour les articles homonymes, voir Rédemption (homonymie).
Série Terminator
Terminator 3 : Le Soulèvement des machines
(2003) Terminator Genisys
(2015)
Pour plus de détails, voir Fiche technique et Distribution.
Terminator Renaissance ou Terminator Rédemption au Québec et au Nouveau-Brunswick (Terminator Salvation) est un film de science-fiction post-apocalyptique américain réalisé par McG et sorti en 2009.
Terminator Renaissance est le quatrième volet de la saga Terminator et le seul à se dérouler, presque exclusivement, dans le futur. Il s'agit de la suite de l'histoire de Terminator 3 : Le Soulèvement des machines (2003).
Arnold Schwarzenegger ne pouvait pas participer au tournage en raison de son indisponibilité car il occupait le poste de gouverneur de Californie et apparaît en images de synthèse.

## Synopsis
En 2003, dans la prison de Longview, Marcus Wright va être exécuté pour le meurtre de son frère et de deux policiers. Le docteur Serena Kogan, elle-même condamnée par un cancer en phase terminale, tente de le convaincre de léguer son corps à la science, en l'occurrence à la division génétique de Cyberdyne Systems, l'entreprise responsable de la mise au point du programme Skynet. Peu après avoir signé le document que lui a présenté le docteur Kogan, Marcus est exécuté par injection létale.
Quelques mois plus tard, le super-ordinateur Skynet est activé. Considérant que l'espèce humaine menace son existence, il déclenche son extermination par un holocauste nucléaire, événement connu sous le nom de « Jugement Dernier ».
En 2018, John Connor est devenu un leader charismatique de la lutte contre les machines. Alors qu'il mène un raid contre une base de Skynet, il découvre que le programme garde des prisonniers humains en vue de développer un nouveau type de Terminator, les T-800, intégrant des tissus vivants et en fait transférer les données au haut commandement. Toutefois la base est programmée pour s'autodétruire en cas de téléchargement, explosant une fois celui-ci terminé. Connor ne doit la vie qu'au fait qu'il poursuivait un transport Skynet rempli de prisonniers humains qui prenait la fuite.
C'est dans les ruines du laboratoire que réapparaît Marcus Wright, complètement désorienté. Comme il est nu, il prend les vêtements d'un mort. Sur le bras de la vareuse de celui-ci, un brassard rouge indique qu'il s'agissait d'un combattant de la Résistance, ce que Marcus ne sait pas. Il n'a d'ailleurs aucun autre souvenir que celui de son exécution. Il erre dans un Los Angeles dévasté jusqu'à ce qu'il soit pris sous les tirs d'un Terminator T-600. Il n'est sauvé que par l'intervention d'un adolescent de 15 ans, Kyle Reese, et de son amie, une petite fille muette du nom de Star.
Après l'attaque du laboratoire, John Connor retourne au siège du haut commandement de la Résistance, qui se trouve à bord d'un sous-marin nucléaire d'attaque en mouvement permanent pour éviter d'être repéré par Skynet. Il a un entretien avec le général Hugh Ashdown, chef de la résistance, et son second, le général Dimitri Losenko. On y apprend que la Résistance humaine a découvert une solution radicale pour lutter contre les machines : une fréquence radio de contrôle permettant de mettre hors d'état de nuire toutes les machines de Skynet en une seule fois. La Résistance décide de lancer une offensive contre les bases de Skynet à San Francisco quatre jours plus tard. Ce délai aussi court provient du fait que les humains ont intercepté une liste noire de Skynet sur laquelle figurent les noms des responsables de la Résistance — le premier de ces noms étant celui de Kyle Reese, et le second celui de John Connor — et que l'attaque des machines doit être lancée dans quatre jours, forçant la Résistance à frapper en premier.
John Connor est le seul à savoir qu'il doit impérativement sauver Kyle Reese qui deviendra son père. Si Kyle est tué, il n'y aura jamais de John Connor ni de Résistance. Or, les membres du Haut-Commandement militaire ne sont pas conscients de cet enjeu et veulent passer immédiatement à l'exécution de leur plan d'attaque des machines alors que John Connor veut d'abord trouver Kyle et le mettre à l'abri.
John diffuse par radio des messages d'espoir et des conseils aux humains sur la façon de survivre aux machines et appelle à rejoindre la Résistance. Dans le camp de fortune où sont réfugiés Marcus, Kyle et Star, Marcus parvient à faire fonctionner un vieux transistor, tout en montrant quelques astuces de combat à Kyle, et ils entendent le message de John Connor. Ils se mettent aussitôt en route pour rejoindre la Résistance mais lors de leur voyage, ils sont repérés par un drone skynet et alors qu'ils se sont arrêtés dans une station-service en plein désert où ils comptent se ravitailler en nourriture et en carburant, ils sont victimes d'une violente attaque des machines. Bien que deux chasseurs A-10 soient envoyés par la Résistance contre les machines, celles-ci ont le dessus : plusieurs humains sont tués, Kyle et Star sont faits prisonniers par un gigantesque robot moissonneur d'humains. Après une course poursuite avec des motos et des Hunter-Killers envoyés par le Moissonneur, Marcus parvient à s'enfuir. Il localise ensuite l'un des pilotes abattus, Blair Williams, et lui vient en aide. Ensemble, ils partent pour le QG de Connor.
Arrivés à la base de la Résistance, Marcus est blessé par une mine magnétique terrestre. Alors qu'ils tentent de le soigner, les combattants humains découvrent qu'il est en fait un cyborg, mêlant organes humains et mécanismes endosquelettiques, et dont une partie du cortex cérébral est artificielle. Au cours de son interrogatoire par John Connor, Marcus révèle qu'il est totalement convaincu d'être humain et apprend à John que Kyle a été fait prisonnier et emmené par un Moissonneur dans la base de Skynet à San Francisco et qu'il a l'intention de le sauver ; mais les résistants ne lui font pas confiance et décident de le mettre à mort.
Blair, la pilote que Marcus a sauvée, a foi en lui et l'aide à s'échapper de la base de la Résistance. Au cours de la poursuite qui s'ensuit, Marcus sauve la vie de John attaqué par des hydrobots, monstrueux engins-tueurs aquatiques mis au point par Skynet. Marcus et John passent alors un accord : grâce à sa personnalité de cyborg, Marcus s'introduira dans la base de Skynet et désactivera les défenses pour permettre à John d'y entrer et de sauver Kyle.
Connor, ébranlé par les révélations de Marcus, essaie de convaincre le général Ashdown de retarder l'attaque contre Skynet pour qu'il puisse libérer Kyle et les autres prisonniers mais celui-ci ne veut rien entendre et démet John de son commandement. Cependant, les soldats de John lui restent fidèles et il envoie un message radio demandant aux autres combattants de la Résistance de différer leur attaque jusqu'à ce qu'il en donne lui-même l'ordre.
Alors qu'il est au cœur de l'ordinateur géant, Marcus découvre qu'il est une création de Skynet programmée pour attirer John Connor et Kyle Reese dans la base pour qu'ils y soient tués. En outre, le signal de désactivation de la Résistance se révèle être une ruse mise au point par Skynet pour lui permettre de repérer le sous-marin du Haut Commandement militaire et envoyer contre lui un Hunter-Killer qui le détruit.
Le côté humain de Marcus prend le dessus et il décide de venir en aide à John pour libérer Kyle et détruire la base. Alors que John est aux prises avec un T-800, modèle 101 Terminator, Marcus vient se battre à ses côtés. Le T-800, détectant que la faiblesse de Marcus est son cœur, lui donne un violent coup dans le thorax et Marcus est tué. Mais John parvient in extremis à faire repartir le cœur de Marcus. Cependant, le Terminator blesse gravement John en l'embrochant avec une barre métallique. Bien qu'il soit mourant, Marcus l'aide à s'enfuir avec Kyle et Star à bord d'un hélicoptère de la Résistance.
Avant de s'enfuir, John avait repéré les piles nucléaires qui servent à alimenter en énergie les Terminators et était parvenu à les relier à un explosif. Au moment de quitter la base, il appuie sur le déclencheur, détruisant ainsi toute la base de Skynet dans un déluge de feu atomique.
Arrivés au camp de la Résistance, Kate tente de sauver la vie de John, mais son cœur est trop endommagé. Marcus offre son propre cœur pour une greffe, se sacrifiant pour sauver John. Kate, alors enceinte, procède à une transplantation cardiaque — le robot étant donneur universel — entre ce dernier et John, tout cela en plein désert avec un équipement dérisoire.
John, sorti d'affaire, s'adresse par la radio aux combattants de la Résistance pour les informer que même s'ils ont gagné une bataille, ils n'ont pas encore gagné la guerre, mais que la Résistance continuera le combat jusqu'à la victoire totale.

## Fiche technique
- Titre français : Terminator Renaissance
- Titre québécois : Terminator Rédemption
- Titre original : Terminator Salvation
- Réalisation : Joseph McGinty Nichol
- Scénario : John Brancato et Michael Ferris, avec les participations non créditées de Paul Haggis, Shawn Ryan, Jonathan Nolan et Anthony E. Zuiker[2], d'après les personnages créés par James Cameron et Gale Anne Hurd
- Musique : Danny Elfman
- Direction artistique : Troy Sizemore
- Décors : Martin Laing, Victor J. Zolfo et Sean McCormick (non crédité)
- Costumes : Michael Wilkinson
- Photographie : Shane Hurlbut
- Son : Larry Hopkins
- Montage : Conrad Buff IV
- Production : Derek Anderson, Moritz Borman, Victor Kubicek et Jeffrey Silver
  - Coproductrice et Productrice post-production : Chantal Feghali
  - Producteur exécutif : Thomas Hayslip
  - Productrices déléguées : Jeanne Allgood et April A. Janow
  - Producteurs délégués : Mario Kassar, Andrew G. Vajna, Peter D. Graves, Dan Lin, Joel B. Michaels et Jon Silk
  - Producteurs associés : Bruce Franklin, Steve Gaub, James Middleton, Anjalika Mathur Nigam, Randolph M. Paul et Don Zepfel
- Sociétés de production : The Halcyon Company, Columbia Pictures, Lin Pictures (non crédité) en association avec Wonderland Sound and Vision
- Sociétés de distribution (Internationale) : Columbia Pictures et Sony Pictures Worldwide Acquisitions
  - États-Unis et Canada : Warner Bros.
  - Royaume-Uni, Italie, Allemagne et Belgique : Sony Pictures Releasing
  - France : Sony Pictures Releasing France
- Budget : 200 000 000 $[3]
- Pays de production :  États-Unis,  Royaume-Uni,  Allemagne et  Italie
- Langues originales : anglais, quelques dialogues en italien
- Format : couleur - 35 mm - 2,35:1 - son SDDS | Dolby Digital | DTS
- Genre : science-fiction post-apocalyptique, action et aventures
- Durée : 115 minutes, 118 minutes (version director's cut)
- Dates de sortie[4] :
  -  États-Unis et  Canada : 21 mai 2009
  -  France,  Belgique,  Suisse romande et  Royaume-Uni : 3 juin 2009
  -  Allemagne : 4 juin 2009
  -  Italie : 5 juin 2009
- Classification[5] :
  - États-Unis : PG-13 (Certaines scènes peuvent heurter les enfants de moins de 13 ans - Accord parental recommandé, film déconseillé aux moins de 13 ans)
  - États-Unis : R pour la version director's cut (Les enfants de moins de 17 ans doivent être accompagnés d'un adulte)
  - France : tous publics

## Distribution
- Christian Bale (VF : Boris Rehlinger[6] ; VQ : Antoine Durand) : John Connor
- Sam Worthington (VF : Adrien Antoine[6] ; VQ : Tristan Harvey) : Marcus Wright
- Bryce Dallas Howard (VF : Agathe Schumacher[6] ; VQ : Karine Vanasse) : Katerine « Kate » Brewster-Connor
- Anton Yelchin (VF : Donald Reignoux[6] ; VQ : Nicolas Bacon) : Kyle Reese
- Moon Bloodgood (VF : Marie Zidi[6] ; VQ : Nadia Paradis) : Blair Williams
- Roland Kickinger : le Terminator T-800 (modèle 101) (le visage d'Arnold Schwarzenegger a été ajouté numériquement)
- Common (VF : Mark Grosy[6] ; VQ : Benoît Rousseau) : Barnes
- Helena Bonham Carter (VF : Laurence Bréheret ; VQ : Valérie Gagné) : Dre Serena Kogan / Skynet
- Greg Serano : Hideki
- Jadagrace (en) (VQ : Léa Roy) : Star
- Jane Alexander (VF : Sylvie Genty[6] ; VQ : Madeleine Arsenault) : Virginia
- Michael Ironside (VF : Philippe Dumond[6] ; VQ : Guy Nadon) : le général Hugh Ashdown
- Ivan G'Vera (en) (VF : Boris Bergman[6] ; VQ : Manuel Tadros) : le général Dimitri Losenko
- Chris Browning (en) : Morrison
- Dylan Kenin : Turnbull
- Chris Ashworth (en) : Richer Le Vener
- Linda Hamilton (VF : Véronique Augereau[6]) : Sarah Connor (voix + photo)
- Terry Crews : le capitaine Jericho
- Michael Papajohn : Carnahan
- Kevin Wiggins : le général Olsen

Acteurs principaux
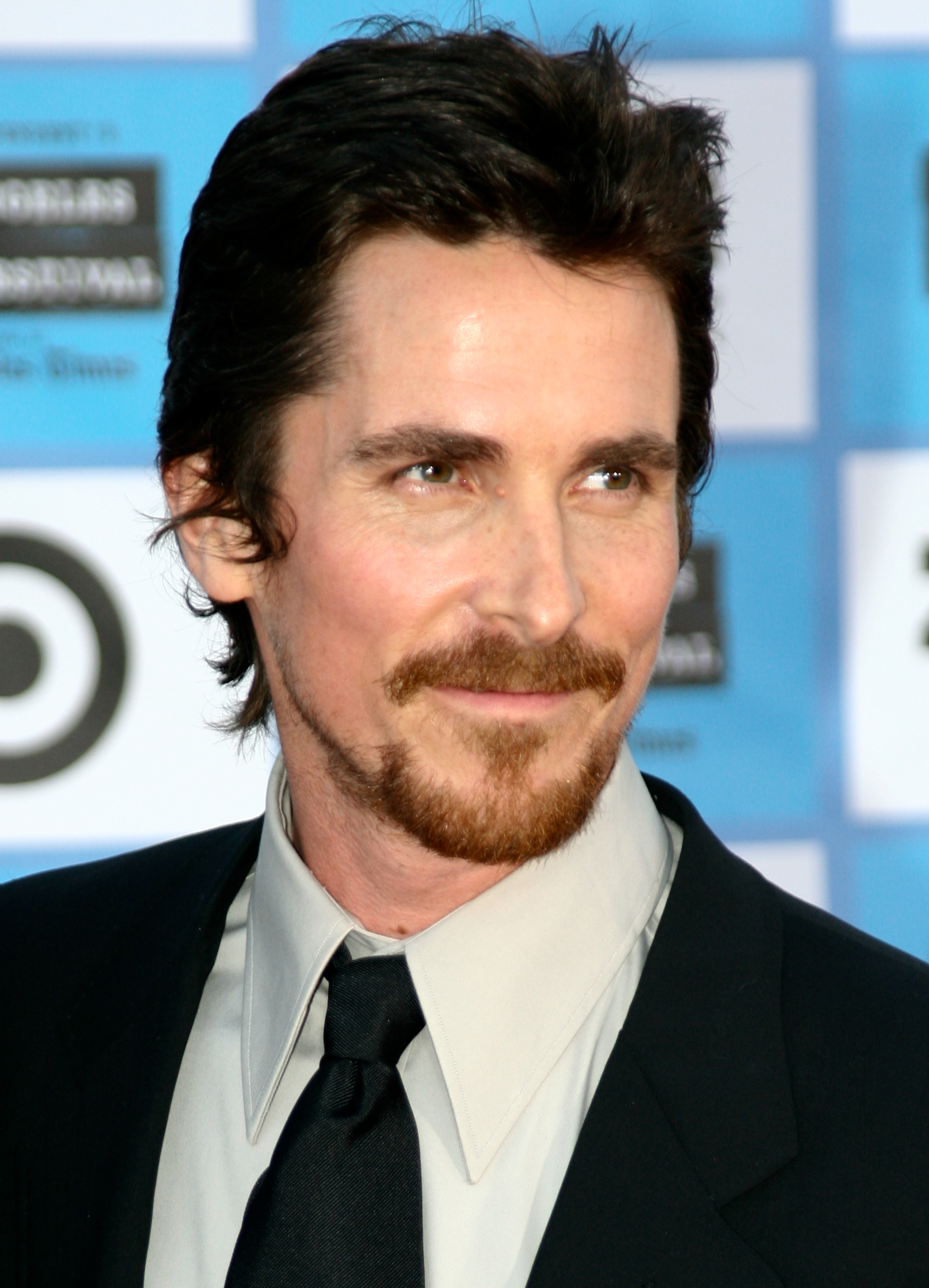
Christian Bale (John Connor)
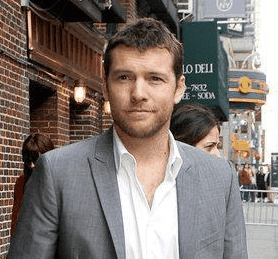
Sam Worthington (Marcus Wright)
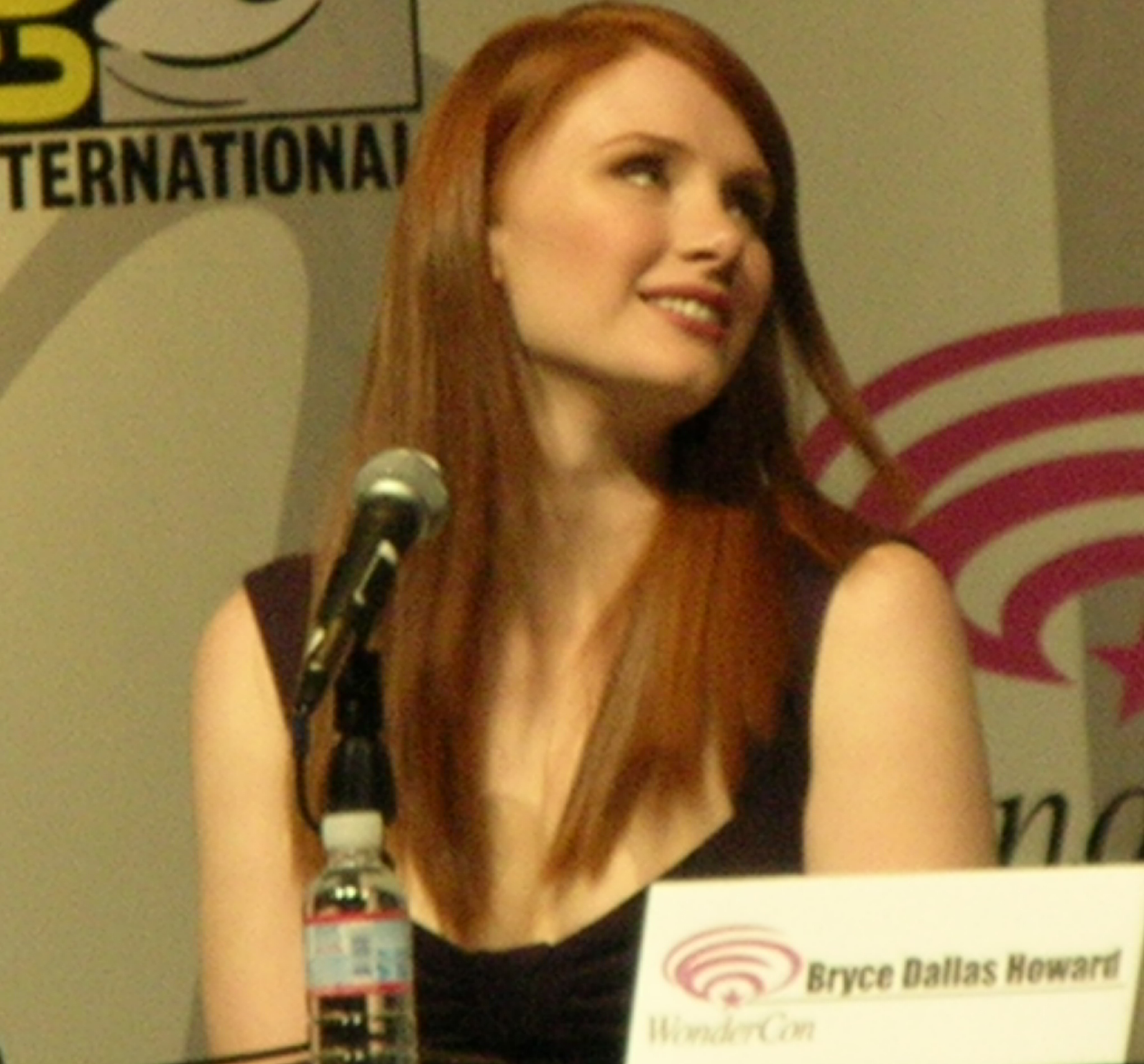
Bryce Dallas Howard (Katerine Brewster Connor)
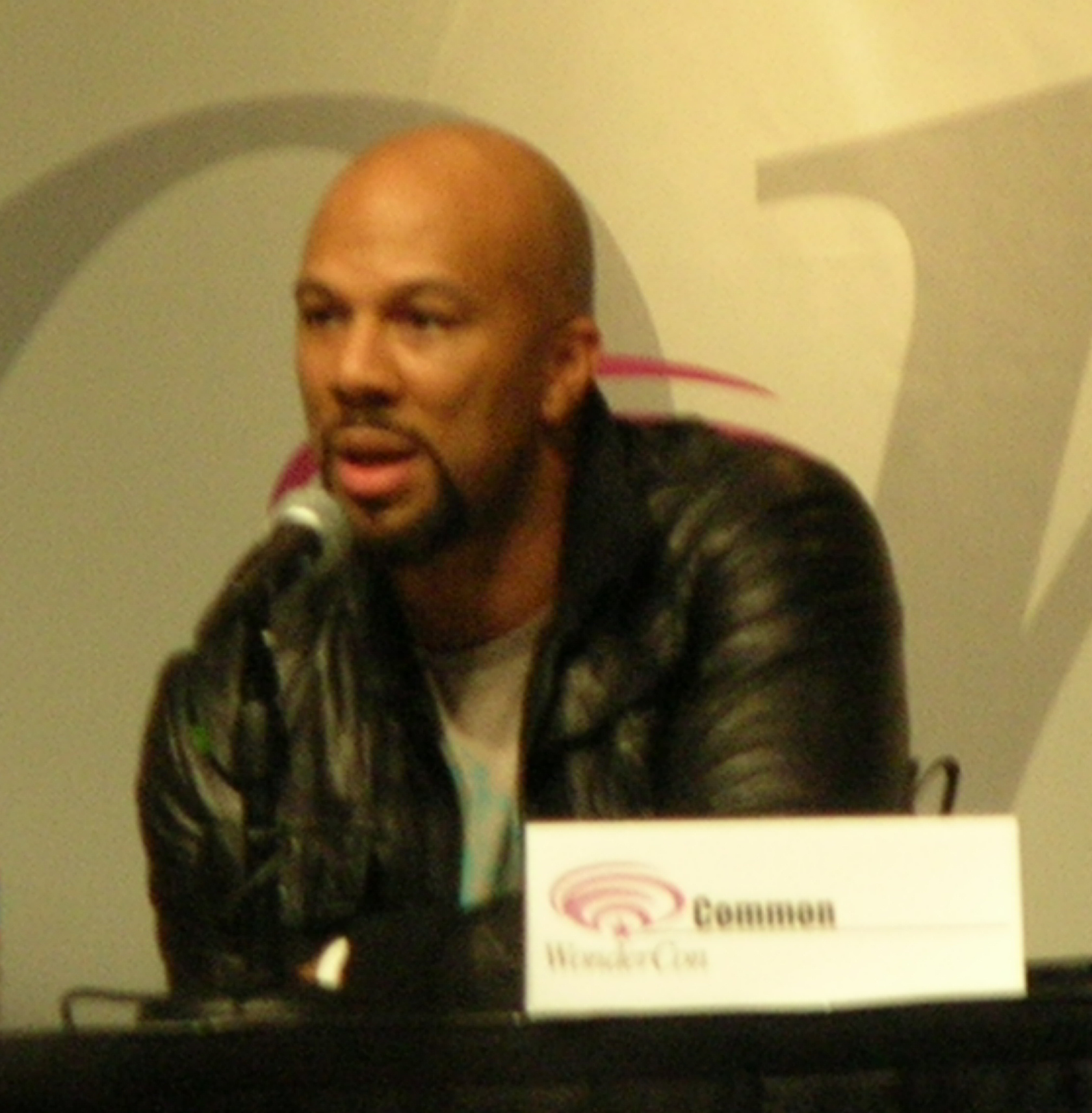
Common (Barnes)
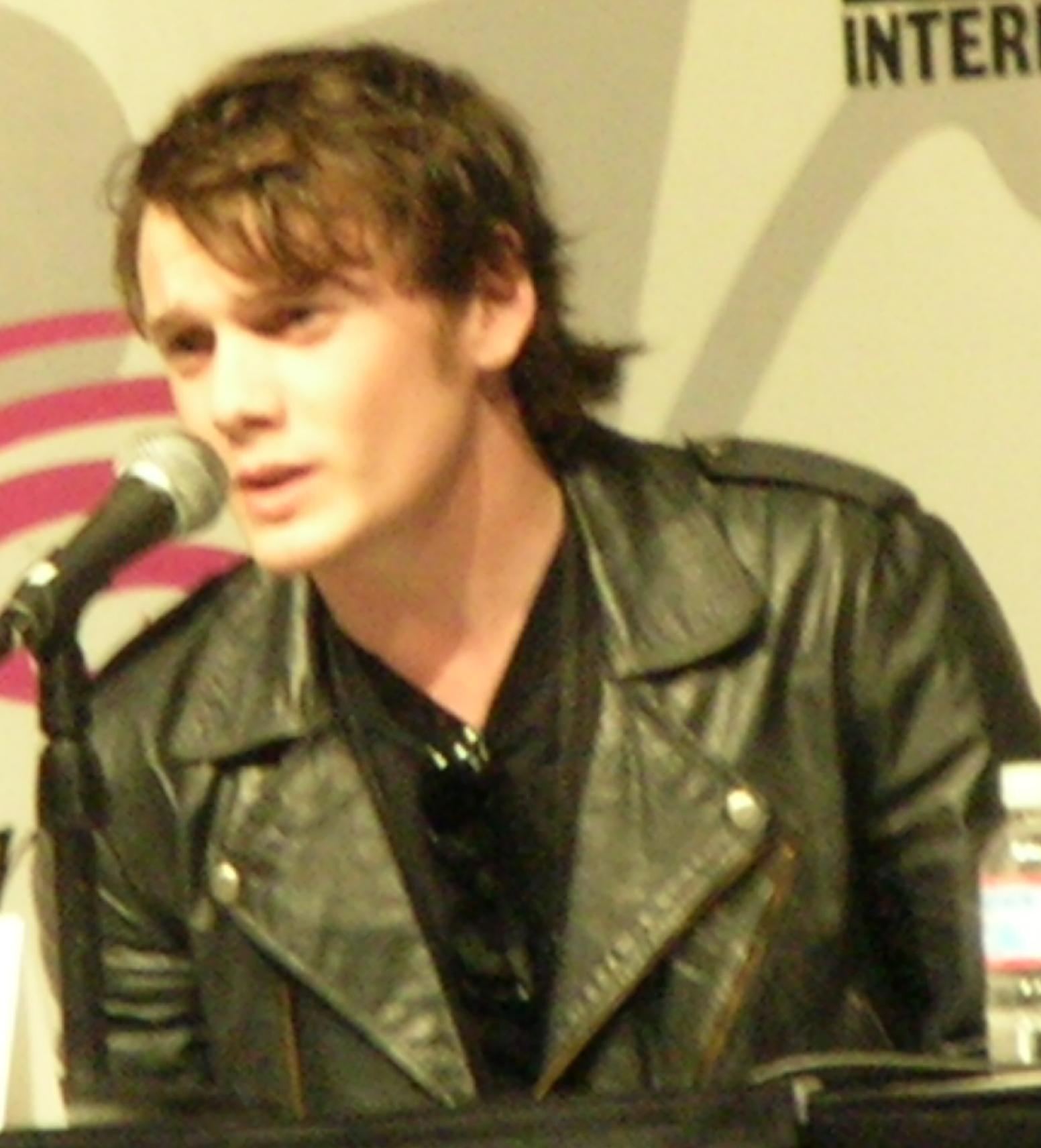
Anton Yelchin (Kyle Reese)
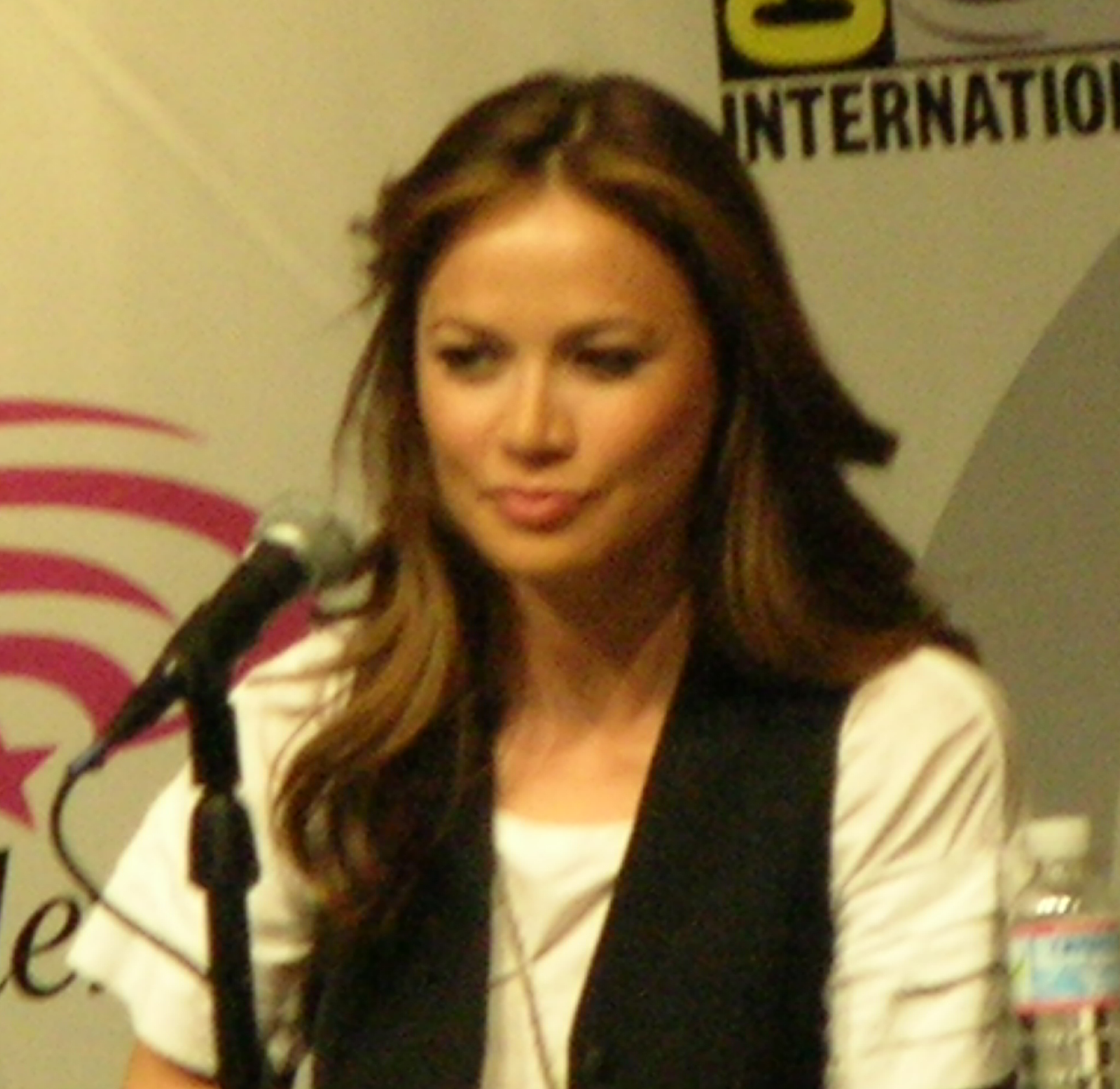
Moon Bloodgood (Blair Williams)

## Production

### Genèse et développement

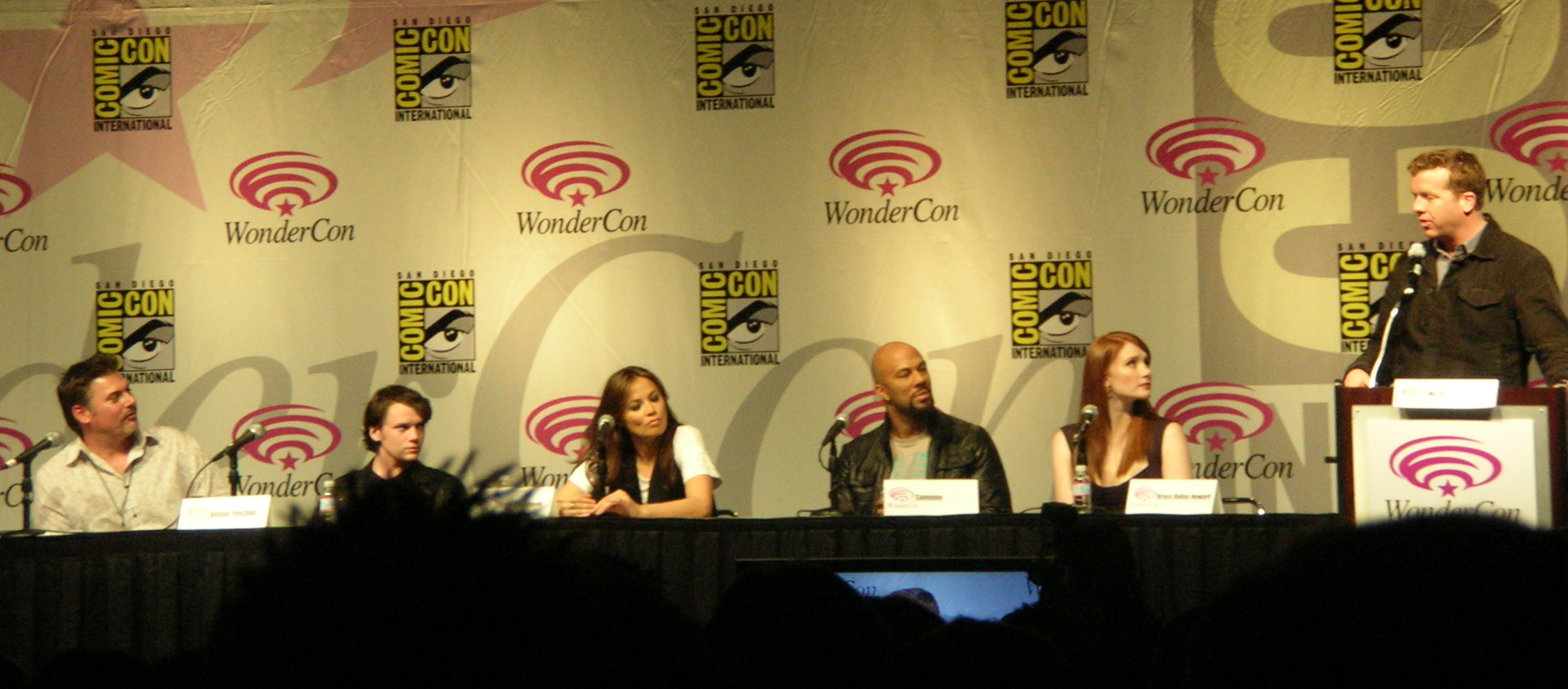
Anton Yelchin, Moon Bloodgood, Common et Bryce Dallas Howard à la WonderCon 2009.

En 1999, deux ans après que C-2 Pictures a acquis les droits de la franchise Terminator, deux films sont développés simultanément. Tedi Sarafian (en) est chargé d'écrire Terminator 3 : Le Soulèvement des machines alors que David C. Wilson est choisi pour écrire le scénario de Terminator 4. Le premier devait se dérouler en 2001 et montrer la première bataille entre Skynet et les humains alors que Terminator 4 devait montrer la guerre dans le futur aperçue brièvement dans Terminator et Terminator 2 : Le Jugement dernier. Warner Bros surnomme alors le film Project Angel.
Après la sortie de Terminator 3 : Le Soulèvement des machines en 2003, Mario Kassar et Andrew G. Vajna font signer un contrat pour un second film au réalisateur Jonathan Mostow et aux acteurs Nick Stahl et Claire Danes. Jonathan Mostow développe un script avec les scénaristes du 3e film, John Brancato et Michael Ferris. La production est alors annoncée pour 2005. Arnold Schwarzenegger n'est alors annoncé que dans un rôle très limité, en raison de son mandat de gouverneur de Californie. Les producteurs font alors appel à Warner Bros. pour participer au financement du film. En 2005, Nick Stahl révèle que son personnage de John Connor et celui de Kate seront tenus par d'autres acteurs car l'histoire se déroulera des années plus tard. En 2006, Metro-Goldwyn-Mayer acquiert les droits de distribution.
En mai 2007, il est annoncé que les droits de production de Terminator n'appartiennent plus à Mario Kassar et Andrew G. Vajna, mais à The Halcyon Company (en), bien que les deux producteurs espéraient développer une nouvelle trilogie,. Un procès sur les droits de distribution de la franchise oppose MGM et Halcyon,. Les droits pour la distribution nord-américaine seront finalement acquis par Warner Bros. pour 60 millions ; Sony Pictures obtient quant à elle les droits internationaux pour 100 millions de dollars
En octobre 2007, McG est désigné pour réaliser le film. McG rencontre James Cameron, cocréateur de la franchise et réalisateur des deux premiers films. Pas forcément ravi, ce dernier ne dénigre cependant pas le projet et explique à McG qu'il va devoir faire face au même challenge que lui a du relever en succédant à Ridley Scott et son Alien quand il a réalisé Aliens, le retour (1986). Par ailleurs, James Cameron recommande au réalisateur d'engager son chef décorateur Martin Laing et l'acteur Sam Worthington.
Le premier scénario est développé par les auteurs du précédents opus, John Brancato et Michael Ferris. Paul Haggis ou encore  Shawn Ryan participent ensuite à des réécritures non créditées,. Jonathan Nolan participe aussi à l'écriture, notamment durant le tournage où il procède à des révisions, sur le plateau avec McG. Ce dernier déclare que Jonathan Nolan est « l'auteur principal du film ». Malgré cela, les règles imposées par la Writers Guild of America excluent Jonathan Nolan des crédits du générique du film. McG réplique alors « Je ne sais pas comment fonctionnent les règles de la WG, mais pour être honnête, nous avons fait les plus grosses modifications avec Jonah, ». Jonathan Nolan contribue au film après l'arrivée de Christian Bale pour incarner John Connor. Jonathan Nolan développe le personnage et sa quête pour devenir le leader de la résistance. Cependant, Jonathan Nolan doit quitter le film pour un autre projet. Anthony E. Zuiker intervient alors sur le script de Terminator 4. Après ces nombreuses réécritures, l'auteur Alan Dean Foster, chargé de la novélisation du scénario, décide de reprendre à zéro son travail, bien qu'il l'avait présenté à l'éditeur.
Dans les dernières versions du scénario, John Connor devient un personnage secondaire. L'un des producteurs, James Middleton, explique « Ben-Hur est influencé par Jésus-Christ, mais c'est son histoire. Un peu de cette façon, ce nouveau personnage principal sera influencé par John Connor »
. La fin initialement prévue voyait John Connor mourir mais la résistance « collait » sa peau sur le corps du cybernétique Marcus pour continuer à faire de John un symbole,. Cependant, cette fin fuite sur Internet. Warner Bros. décide donc de faire réécrire totalement le troisième acte.

### Attribution des rôles

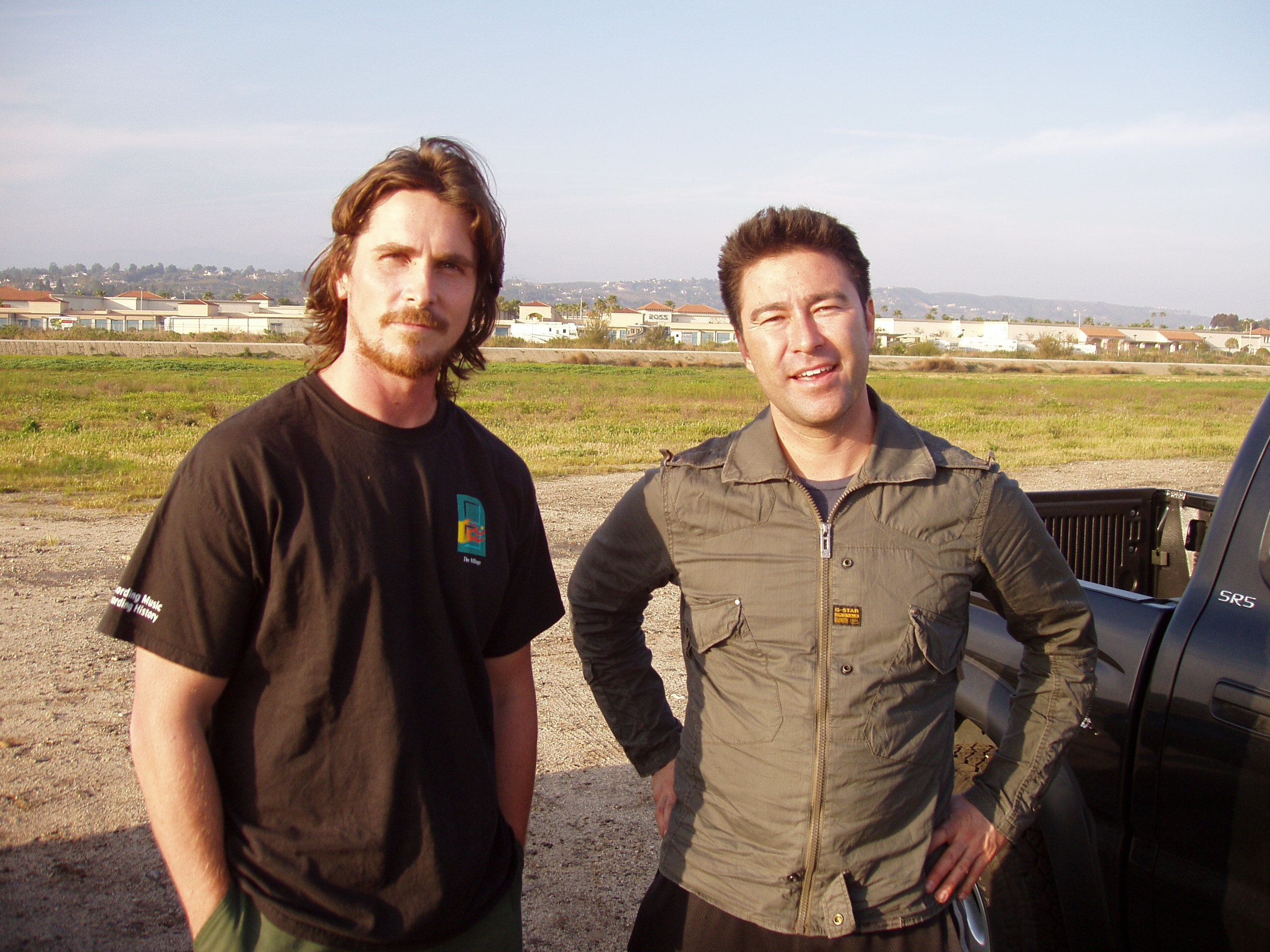
Christian Bale sur le tournage, en mars 2007.

En novembre 2007, Christian Bale est le premier acteur à signer pour le film. Il incarne John Connor, succédant ainsi à Edward Furlong dans le deuxième et Nick Stahl dans le troisième. Le rôle, initialement secondaire, est fortement développé dès la signature de l'acteur.
Pour le rôle de Marcus, McG envisage initialement Christian Bale, Daniel Day-Lewis ou Josh Brolin,. Alors que Christian Bale préfère le rôle de John Connor, Josh Brolin participe avec lui à quelques lectures mais préfère décliner la proposition pour se concentrer sur W. : L'Improbable Président d'Oliver Stone,. Le rôle revient finalement à Sam Worthington, personnellement recommandé à McG par le cocréateur de Terminator, James Cameron, qui vient de le diriger sur le long tournage de Avatar.
Pour le rôle de Katerine Brewster Connor, la femme de John Connor, Claire Danes devait un temps reprendre le rôle, après l'avoir incarné dans Terminator 3 : Le Soulèvement des machines. Charlotte Gainsbourg est finalement choisie, mais en raison d'emplois du temps incompatibles, elle est finalement remplacée par Bryce Dallas Howard.
Tilda Swinton est initialement choisie pour le rôle du Dr. Serena Cogan. Cependant, peu de temps avant le début du tournage, elle est remplacée par Helena Bonham Carter,.
Rinko Kikuchi a auditionné pour le rôle de Blair, qui revient finalement à Moon Bloodgood.
Arnold Schwarzenegger, étant devenu gouverneur de Californie, ne pouvait pas participer au tournage du film. C'est Roland Kickinger qui le remplace sur le plateau de tournage. Le visage d'Arnold Schwarzenegger, tel qu'il apparaît dans le premier film, Terminator en 1984, a été copié et reconstitué avec un mélange de résines, numérisé, puis virtuellement ajouté au corps de Roland Kickinger afin qu'il ressemble le plus possible au T-800 Modèle 101 du premier film.
Terry Crews incarne le capitaine Jericho. Son rôle est fortement coupé au montage. On peut cependant voir son corps agonisant derrière John Connor au début du film.
Michael Papajohn, qui incarne ici Carnahan (l'un des hommes agressant Blair), jouait un secouriste des pompiers dans Terminator 3 : Le Soulèvement des machines.

### Tournage
Le tournage débute le 5 mai 2008 et dure 77 jours.

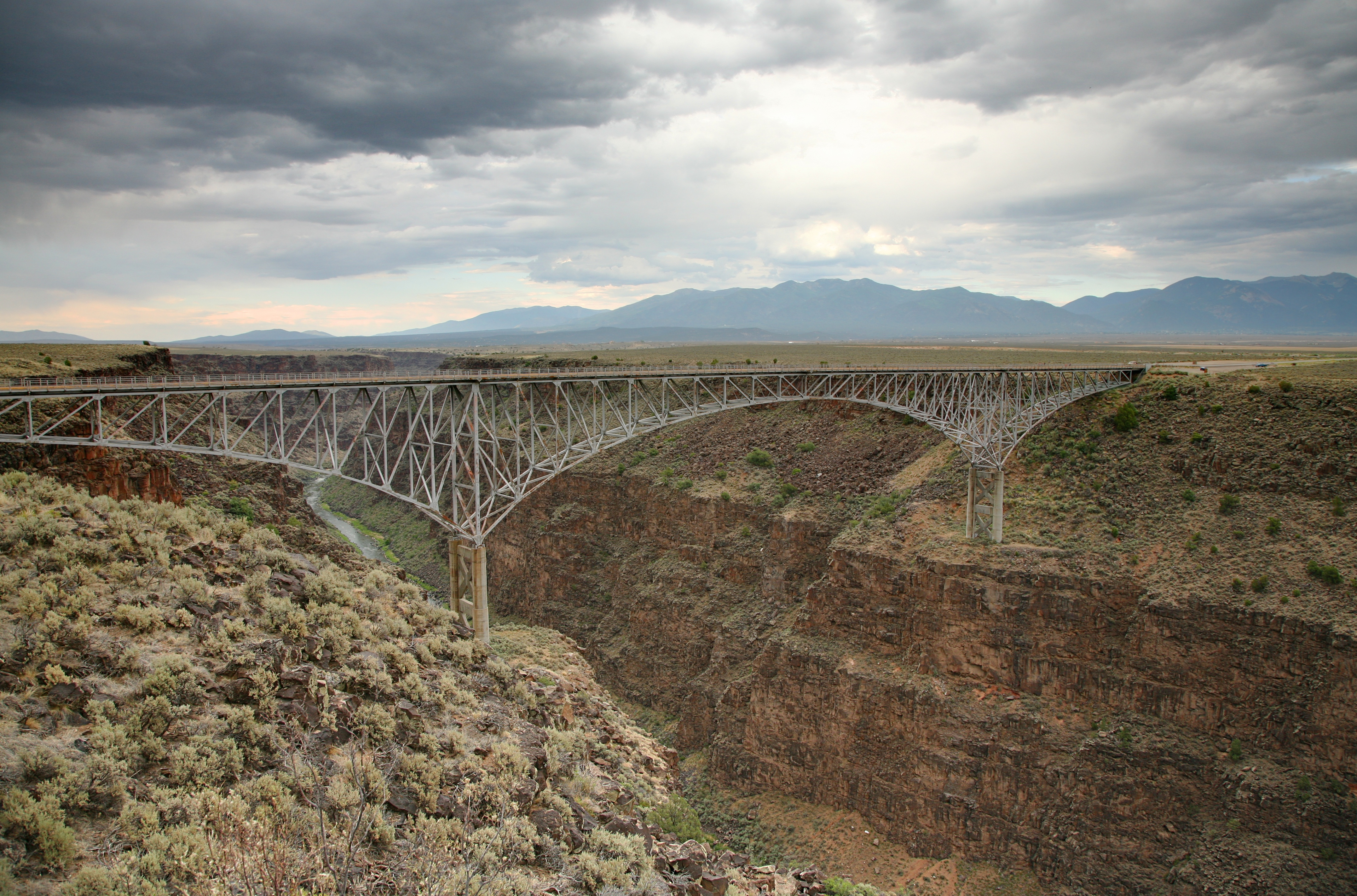
La scène avec le camion a été en partie tournée sur le Rio Grande Gorge Bridge près de Taos.

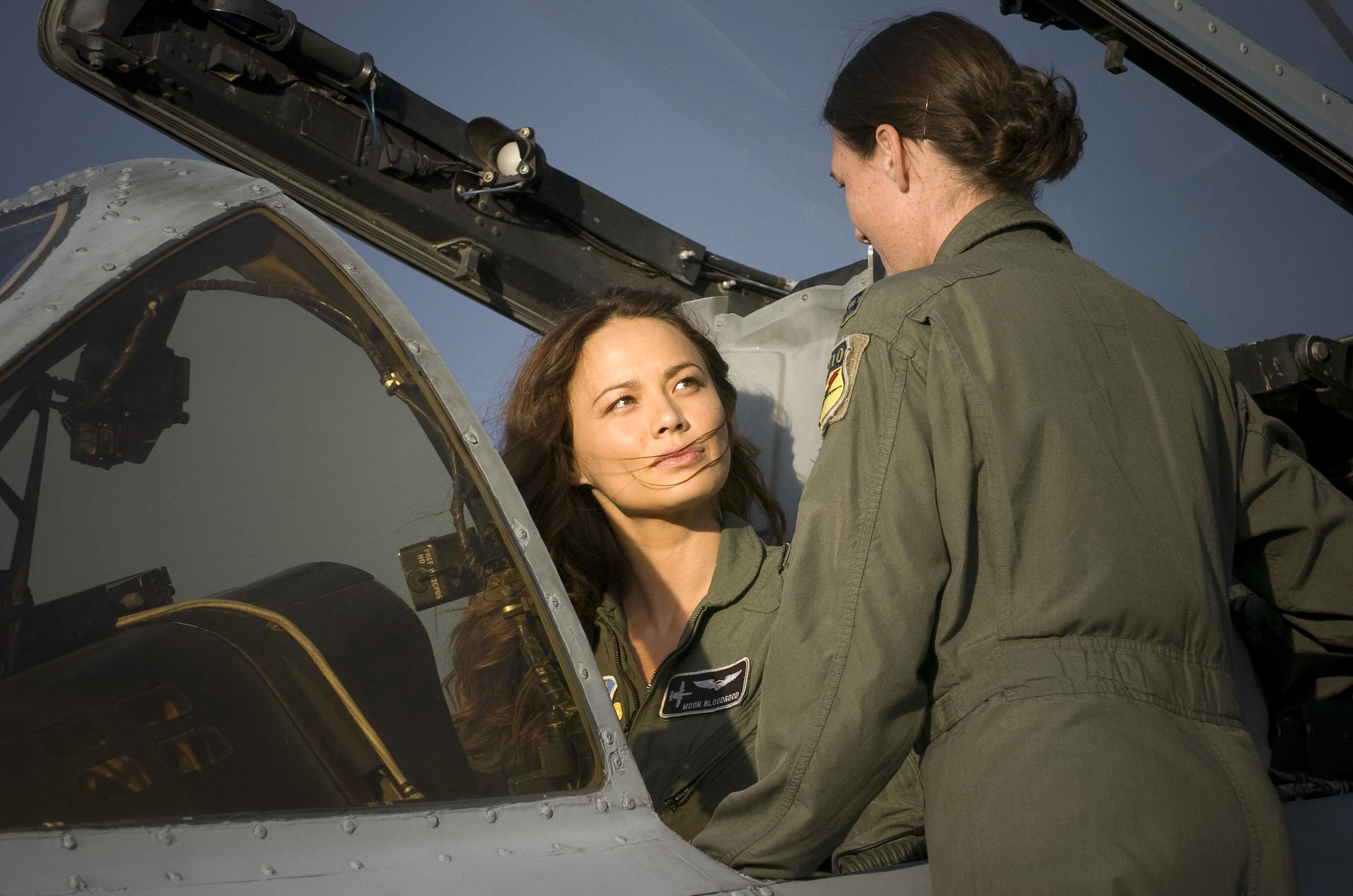
Moon Bloodgood sur le tournage à Kirtland Air Force Base, en juillet 2008.

Il se déroule principalement au Nouveau-Mexique, notamment à Albuquerque (Albuquerque Studios), sur la base de l'Air Force de Kirtland, sur le Rio Grande Gorge Bridge (en) aux environs de Taos. Certaines sont tournées à l'Université d'art et de design de Santa Fe.
Le 26 août, Helena Bonham Carter a dû quitter précipitamment le tournage à la suite d'un drame familial pour se rendre au Royaume-Uni : quatre membres de sa famille (sa tante, son oncle par alliance, son petit cousin, et sa cousine) ont trouvé la mort dans un accident de voiture à Johannesbourg, en Afrique du Sud. Ce drame stoppe évidemment momentanément sa participation au tournage du film, l'actrice et femme du réalisateur Tim Burton attendant de se rétablir psychologiquement du choc émotionnel avant de reprendre le tournage.
Le tournage est marqué par le décès de Stan Winston, en juin 2008, qui avait participé à la création du Terminator et des effets spéciaux de tous les films de la franchise. Le film lui est  dédié.
Sam Worthington s'est blessé un muscle intercostal durant les premières semaines de tournage mais a insisté par la suite pour réaliser lui-même ses cascades,.
Le tournage fut médiatisé en février 2009 lorsqu'un extrait audio d'une prise fuita sur internet, où Christian Bale réprimandait sévèrement le chef-opérateur Shane Hurlbut. Bale s'excusa de l'incident,, qui fut souvent détourné.

### Musique
Bandes originales de Terminator
Terminator 3 : Le Soulèvement des machines
(2003) Terminator: Genisys
(2015)
La musique du film est composée par Danny Elfman, qui succède à Brad Fiedel et Marco Beltrami. Outre les compositions de Danny Elfman, on peut entendre dans le film la chanson Rooster d'Alice in Chains sortie en 1993. Par ailleurs, on retrouve You Could Be Mine de Guns N' Roses, déjà présente dans Terminator 2 : Le Jugement dernier, mais qui n'est pas présente sur l'album de la bande originale. Dans une bande-annonce, on pouvait également entendre The Day the World Went Away de Nine Inch Nails.
| Liste des titres | Liste des titres                         | Liste des titres | Liste des titres | Liste des titres | Liste des titres | Liste des titres | Liste des titres | Liste des titres | Liste des titres |
| No               | Titre                                    | Durée            |                  |                  |                  |                  |                  |                  |                  |
| ---------------- | ---------------------------------------- | ---------------- | ---------------- | ---------------- | ---------------- | ---------------- | ---------------- | ---------------- | ---------------- |
| 1.               | Opening                                  | 6:01             |                  |                  |                  |                  |                  |                  |                  |
| 2.               | All Is Lost                              | 2:45             |                  |                  |                  |                  |                  |                  |                  |
| 3.               | Broadcast                                | 3:19             |                  |                  |                  |                  |                  |                  |                  |
| 4.               | The Harvester Returns                    | 2:45             |                  |                  |                  |                  |                  |                  |                  |
| 5.               | Fireside                                 | 1:31             |                  |                  |                  |                  |                  |                  |                  |
| 6.               | No Plan                                  | 1:43             |                  |                  |                  |                  |                  |                  |                  |
| 7.               | Reveal / The Escape                      | 7:44             |                  |                  |                  |                  |                  |                  |                  |
| 8.               | Hydrobot Attack                          | 1:49             |                  |                  |                  |                  |                  |                  |                  |
| 9.               | Farewell                                 | 1:40             |                  |                  |                  |                  |                  |                  |                  |
| 10.              | Marcus Enters Skynet                     | 3:23             |                  |                  |                  |                  |                  |                  |                  |
| 11.              | A Solution                               | 1:44             |                  |                  |                  |                  |                  |                  |                  |
| 12.              | Serena                                   | 2:28             |                  |                  |                  |                  |                  |                  |                  |
| 13.              | Final Confrontation                      | 4:14             |                  |                  |                  |                  |                  |                  |                  |
| 14.              | Salvation                                | 3:07             |                  |                  |                  |                  |                  |                  |                  |
| 15.              | Rooster (interprété par Alice in Chains) | 6:14             |                  |                  |                  |                  |                  |                  |                  |
| 50:27            |                                          |                  |                  |                  |                  |                  |                  |                  |                  |

## Analyse